# Budva Challenger
Il Budva Challenger è stato un torneo professionistico di tennis giocato su campi in terra rossa. Faceva parte dell'ATP Challenger Series. Si giocava annualmente a Budua in Jugoslavia.

## Albo d'oro

### Singolare
| Anno | Campione        | Finalista       | Punteggio     |
| ---- | --------------- | --------------- | ------------- |
| 1998 | Tomas Behrend   | Fredrik Jonsson | 3–6, 6–3, 6–2 |
| 1997 | Non disputato   | Non disputato   | Non disputato |
| 1996 | Orlin Stanojčev | Davide Scala    | 7–6, 6–1      |

### Doppio
| Anno | Campioni                             | Finalisti                        | Punteggio     |
| ---- | ------------------------------------ | -------------------------------- | ------------- |
| 1998 | Eduardo Nicolas-Espin Germán Puentes | Emanuel Couto João Cunha e Silva | 3–6, 6–1, 6–3 |
| 1997 | Non disputato                        | Non disputato                    | Non disputato |
| 1996 | Nebojša Đorđević Aleksandar Kitinov  | Dušan Vemić Nenad Zimonjić       | 6–3, 6–2      |